# 潘庄灌区
潘庄灌区是中国山东省齐河县的一个灌区，其水源为黄河。灌区设计面积140万亩，实际面积为89.7万亩，进水闸设计流量为150立方米每秒。